# Bartlett (Nebraska)
Bartlett és una població dels Estats Units a l'estat de Nebraska. Segons el cens del 2000 tenia 128 habitants.

## Demografia
Segons el cens del 2000, Bartlett tenia 128 habitants, 57 habitatges, i 33 famílies. La densitat de població era de 353 habitants per km².
Dels 57 habitatges en un 26,3% hi vivien nens de menys de 18 anys, en un 50,9% hi vivien parelles casades, en un 7% dones solteres, i en un 40,4% no eren unitats familiars. En el 38,6% dels habitatges hi vivien persones soles el 15,8% de les quals corresponia a persones de 65 anys o més que vivien soles. El nombre mitjà de persones vivint en cada habitatge era de 2,25 i el nombre mitjà de persones que vivien en cada família era de 3.
Per edats la població es repartia de la següent manera: un 25,8% tenia menys de 18 anys, un 8,6% entre 18 i 24, un 22,7% entre 25 i 44, un 24,2% de 45 a 60 i un 18,8% 65 anys o més.
L'edat mediana era de 41 anys. Per cada 100 dones de 18 o més anys hi havia 90 homes.
La renda mediana per habitatge era de 33.250 $ i la renda mediana per família de 41.875 $. Els homes tenien una renda mediana de 25.625 $ mentre que les dones 15.625 $. La renda per capita de la població era de 18.025 $. Cap de les famílies i el 2,5% de la població estaven per davall del llindar de pobresa.

## Poblacions més properes
El següent diagrama mostra les poblacions més properes.